# Karl Wilhelm Geck
Karl Wilhelm Geck (* 17. November 1955 in Bonn) ist ein deutscher Musikwissenschaftler und Bibliothekar.

## Leben und Wirken
Karl Wilhelm Geck studierte Schulmusik, Musikwissenschaft und Anglistik. Nach dem Staatsexamen für den höheren Schuldienst 1982 promovierte er 1991 an der Universität des Saarlandes in Saarbrücken. Als Bibliotheksreferendar an der Universitätsbibliothek Saarbrücken trat er 1985 in die Ausbildung für den höheren Bibliotheksdienst ein und legte 1987 die Fachprüfung hierfür an der Fachhochschule für Bibliotheks- und Dokumentationswesen in Köln ab. Zunächst arbeitete er als Angestellter an der Universitätsbibliothek Saarbrücken und wissenschaftlicher Mitarbeiter am Musikwissenschaftlichen Institut der Universität des Saarlandes. Ab 1991 ist er als wissenschaftlicher Bibliothekar an der Staats- und Universitätsbibliothek Dresden tätig. Neben der Tätigkeit als Fachreferent für Musikwissenschaft bzw. Musikhandschriften und Referatsleiter wurde er 2015 Leiter des Referats Musikalien und Musikliteratur und stellvertretender Leiter der Musikabteilung dieser Bibliothek. Geck ist seit 2012 außerdem Mitglied im Vorstand des RISM Deutschland e.V.

## Veröffentlichungen (Auswahl)
- Otto Kinkeldey (1878 bis 1966). Ein amerikanischer Musikwissenschaftler und Musikbibliothekar im Spiegel der Fachliteratur. Fachhochschule für Bibliotheks- und Dokumentationswesen, Köln 1987.
- Sophie Elisabeth Herzogin von Braunschweig und Lüneburg (1613–1676) als Musikerin (= Saarbrücker Studien zur Musikwissenschaft, N.F., Bd. 6). Saarbrücker Druckerei u. Verlag, Saarbrücken 1992 (Dissertation Universität Saarbrücken), ISBN 3-925036-61-X.
- (Red.): Richard Wagner – Das Liebesmahl der Apostel (= Patrimonia, Bd. 114). Kulturstiftung der Länder, Dresden 1996.
- Ein „echter Schüler Kretzschmars“. Max Schneider als Universitätslehrer in Breslau. In: Bernhard R. Appel (Hrsg.): Musik und Szene. Festschrift für Werner Braun zum 75. Geburtstag (= Saarbrücker Studien zur Musikwissenschaft, N.F, Bd. 9). Saarbrücker Druckerei u. Verlag, Saarbrücken 2001, S. 621–670, ISBN 3-930843-66-8.
- Originalpartituren ostdeutscher Komponisten in der Sächsischen Landesbibliothek – Staats- und Universitätsbibliothek Dresden. In: Matthias Herrmann (Hrsg.): Dresden und die avancierte Musik im 20. Jahrhundert. Bd. 3: 1966–1999 (= Musik in Dresden, Bd. 6). Laaber-Verlag, Laaber 2004, S. 341–348, ISBN 3-89007-511-8.
- Höfische Vergangenheit, lebendige Gegenwart – Notenschätze in der Musikabteilung der SLUB. In: Wissenschaftliche Zeitschrift der Technischen Universität Dresden, Bd. 55 (2006), H. 1/2, S. 159–165.
- (mit Helmut Hell u. Ingo Kolasa): Spuren – Auf der Suche nach Musikhandschriften deutscher Provenienz in der Handschriftenabteilung der Russischen Staatsbibliothek in Moskau. In: Forum Musikbibliothek, Bd. 27 (2006), S. 333–345.
- Dresdner Opernarchiv digital. In: Forum Musikbibliothek, Bd. 33 (2012), H. 3, S. 26–30.
- Dresdner Hofmusik original und digital. In: Ludger Syré (Hrsg.): Musiksammlungen in den Regionalbibliotheken Deutschlands, Österreichs und der Schweiz (= Zeitschrift für Bibliothekswesen und Bibliographie, Sonderbände, Bd. 116). Klostermann, Frankfurt/M. 2015, S. 109–125, ISBN 978-3-465-04235-8.